# Theresiastraat (Den Haag)

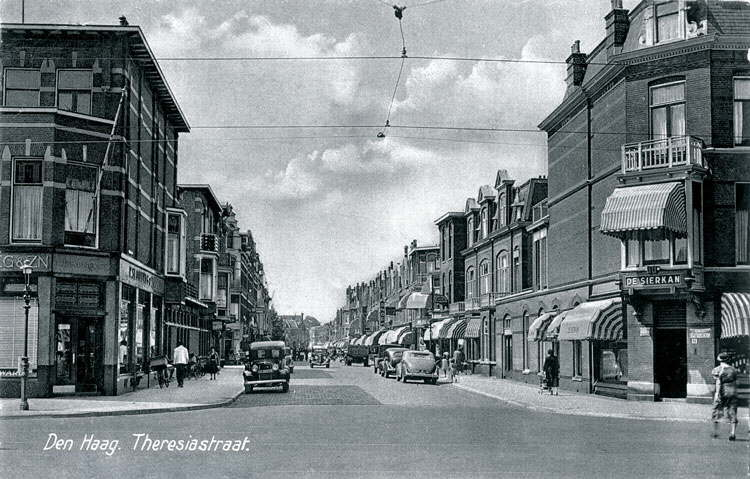
Theresiastraat, hoek Laan van Nieuw Oost-Indië, vóór de Tweede Wereldoorlog.

De Theresiastraat is een winkelstraat gelegen in de Haagse wijk Bezuidenhout. De straat is vernoemd naar koningin-regentes Emma, de tweede vrouw van koning Willem III. Haar voornamen waren Adelheid Emma Wilhelmina Theresia. Haar drie overige voornamen zijn terug te vinden in de vernoeming van enkele zijstraten van de Theresiastraat.
De Theresiastraat loopt van de Prins Clauslaan tot aan het De Eerensplein en wordt doorsneden door de Laan van Nieuw Oost-Indië. Het gedeelte van de Prins Clauslaan (de vroegere 1e Van den Boschstraat) tot aan de Adelheidstraat heette aanvankelijk 3e Van den Boschstraat en werd in 1980 aan de Theresiastraat toegevoegd. Aan dit gedeelte bevond zich van 1913 tot 1984 de Eerste Gemeentelijke HBS, na de Tweede Wereldoorlog Thorbecke HBS/Lyceum geheten. Sinds 2002 is op deze plek de Hogeschool Inholland gevestigd.
Het gedeelte van de Laan van Nieuw-Oost-Indië tot de Prins Clauslaan bestaat voor een groot deel uit winkels met huizen er boven. Behalve middenstanders zijn hier ook enkele supermarkten gevestigd. Aan de andere zijde van de kruising met de Laan van Nieuw Oost-Indië bestaat de Theresiastraat voor het merendeel uit woningen.
De oorspronkelijke bebouwing van de Theresiastraat dateerde uit de eerste decennia van de 20e eeuw, als onderdeel van het uitbreidingsplan voor het Bezuidenhout dat directeur Gemeentewerken ir. I.A. Lindo in 1897 had ontworpen. Tijdens het geallieerde bombardement op het Bezuidenhout op 3 maart 1945 is de straat zwaar getroffen. Slechts enkele huizen zijn na de aanval blijven staan.

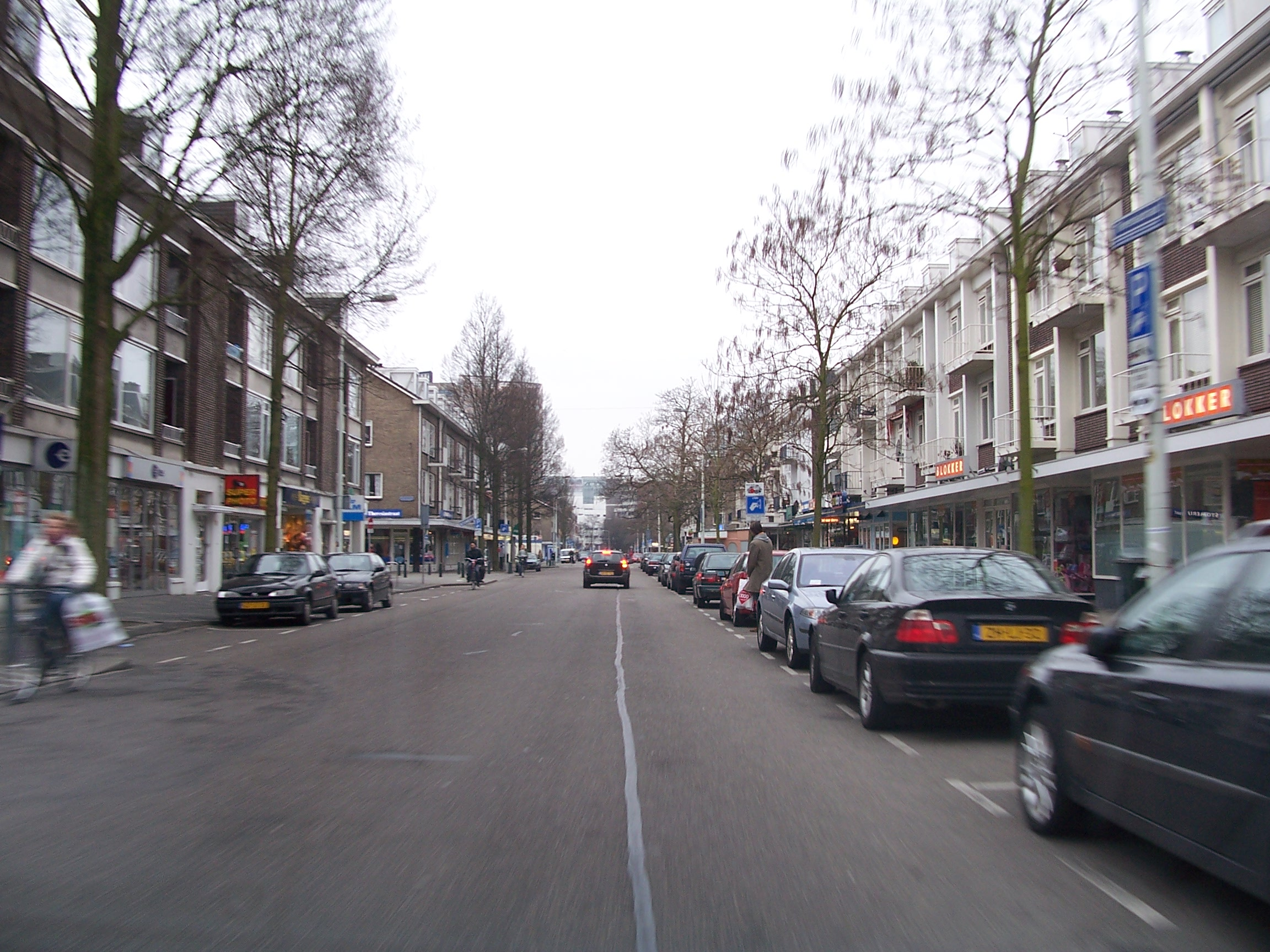
Winkels in de Theresiastraat
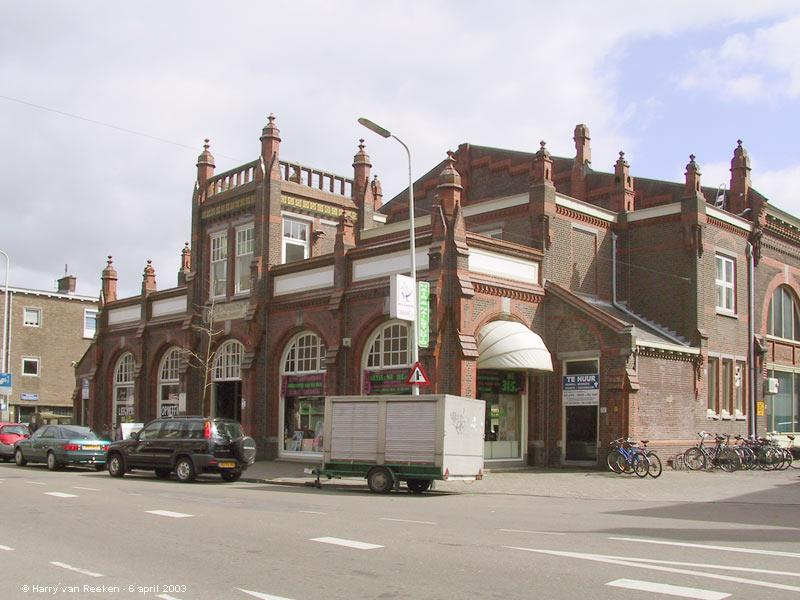
Sportgebouw, rijksmonument Theresiastraat 145
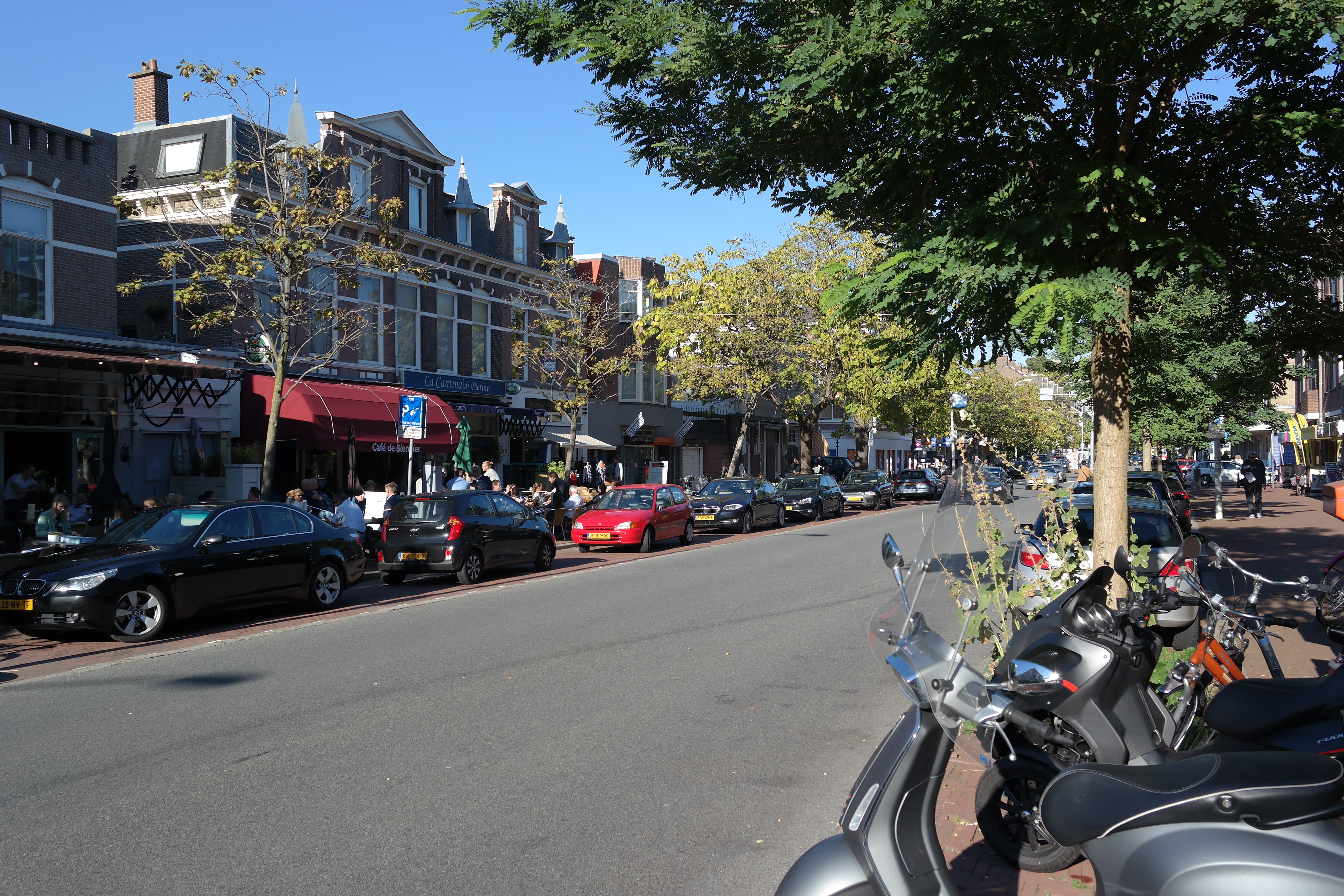
Theresiastraat aan de stadszijde.
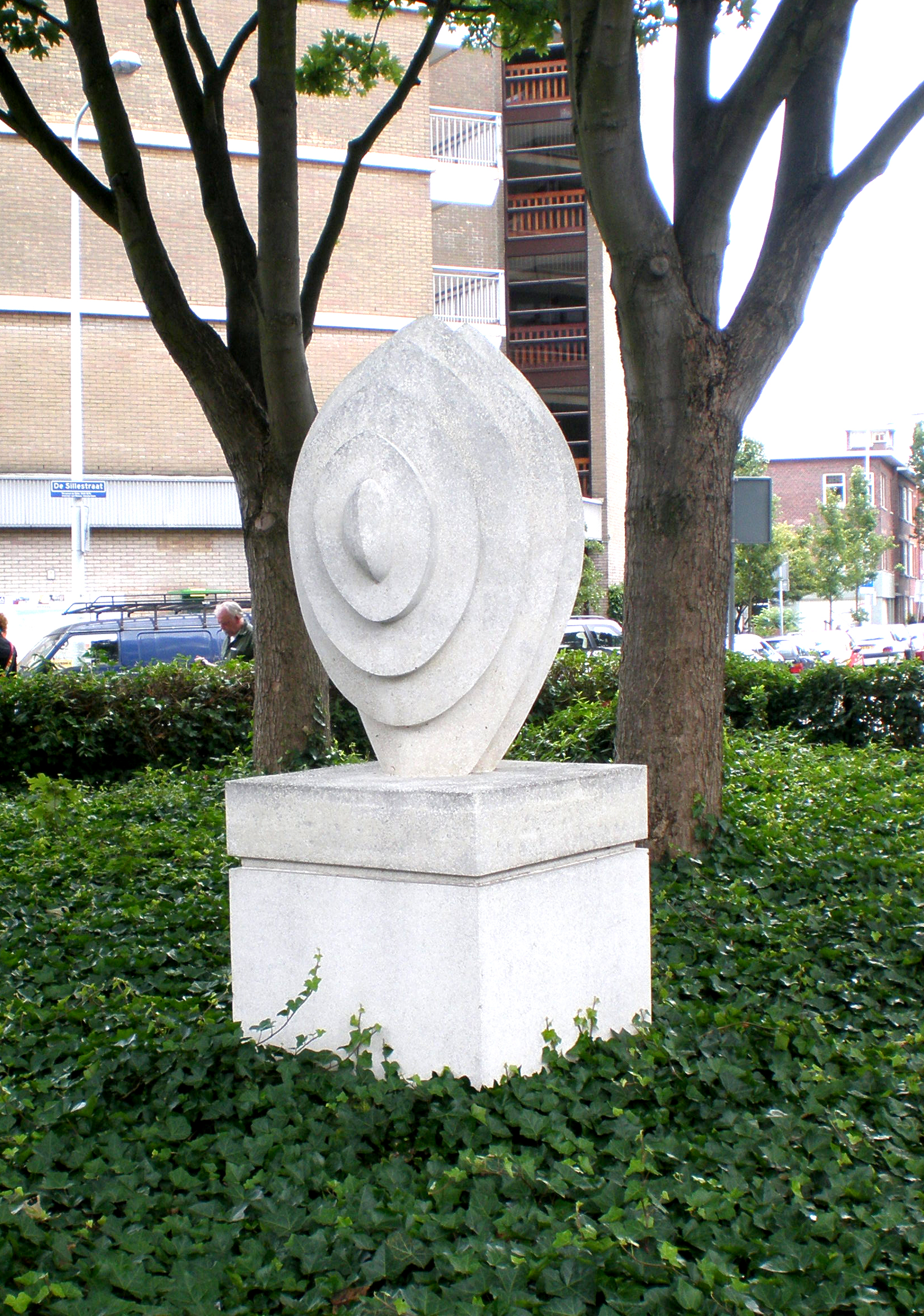
Girante van Mark Rietmeijer aan de Theresiastraat